# Lusofoni

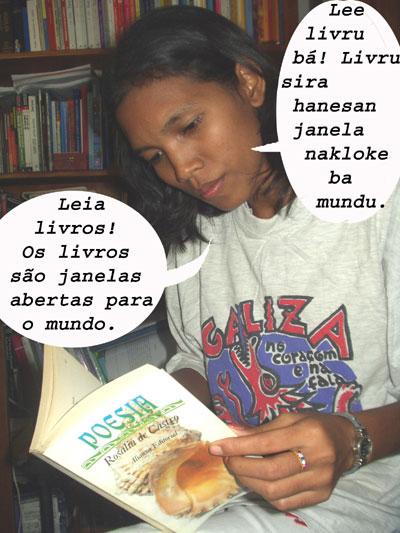
En kampanj för att läsa portugisiska på Östtimor.

Lusofoni är ett uttryck som används runt den portugisiska kulturen, en lusofon person är en person som talar portugisiska. Begreppet används i samarbete mellan Portugal och tidigare portugisiska kolonier.
På 1500-talet skrev den portugisiske författaren Luís de Camões det stora nationaleposet Os Lusladas (Lusiaderna). Portugals förnämsta litteraturpris instiftades år 1989 och döptes till Prémio Camões och delas ut till författare som skriver på portugisiska.

## Etymologi
Ordet lusofon består av prefixet luso-, som syftar på den romerske guden Lusus, som enligt legenden ska ha grundlagt Portugal (Lusitanien). Suffixet -fon kommer från det grekiska ordet för ljud, röst. Efter Romarrikets erövring av den Iberiska halvön år 150 f.Kr. benämndes den västra delen Lusitanien.

## Lusofonländer
Följande länder har ingått i det portugisiska imperiet och har portugisiska som ett nationellt språk:
| Land                  | Befolkning (uppskattat 2014) |
| --------------------- | ---------------------------- |
| Brasilien             | 202 656 788                  |
| Moçambique            | 24 692 144                   |
| Angola                | 24 300 000                   |
| Portugal              | 10 813 834                   |
| Guinea-Bissau         | 1 693 398                    |
| Östtimor              | 1 201 542                    |
| Ekvatorialguinea      | 722 254                      |
| Macau                 | 587 914                      |
| Kap Verde             | 538 535                      |
| São Tomé och Príncipe | 190 428                      |
| Totalt                | 266 674 583                  |

## Festivaler
Den första lusofonfestivalen hölls på Macau 1998 i samband med att den gamla portugisiska kolonin återförenades med Kina. Sedan dess har Macau ordnat lusofonfestivaler varje år.
De senaste åren har flera europeiska länder anordnat festivaler för den lusofoniska kulturen. Tre festivaler har ägt rum i Oslo med stöd av kommunen.